# Véronique Claudel
Véronique Claudel (Cornimont, 22 novembre 1966) è un'ex biatleta francese.

## Biografia
In Coppa del Mondo ottenne il primo risultato di rilievo il 17 dicembre 1987 a Hochfilzen (5ª) e il primo podio il 17 gennaio 1991 a Ruhpolding (2ª).
In carriera prese parte a due edizioni dei Giochi olimpici invernali, Albertville 1992 (24ª nella sprint, 4ª nell'individuale, 1ª nella staffetta) e Lillehammer 1994 (20ª nella sprint, 20ª nell'individuale, 3ª nella staffetta) e a dieci dei Mondiali, vincendo quattro medaglie.

## Palmarès

### Olimpiadi
- 2 medaglie
  - 1 oro (staffetta a Albertville 1992)
  - 1 bronzo (staffetta[2] a Lillehammer 1994)

### Mondiali
- 4 medaglie:
  - 2 argenti (staffetta[2] a Borovec 1993; staffetta[2] ad Anterselva 1995)
  - 2 bronzi (gara a squadre[2] a Canmore 1994; gara a squadre[2] ad Anterselva 1995)

### Coppa del Mondo
- Miglior piazzamento in classifica generale: 8ª nel 1991 e nel 1994
- 5 podi (4 individuali, 1 a squadre[1]), oltre a quelli ottenuti in sede olimpica e iridata e validi anche ai fini della Coppa del Mondo:
  - 3 secondi posti (individuali)
  - 2 terzi posti (1 individuale, 1 a squadre)